# Нефтепровод Каламкас — Каражанбас — Актау
Нефтепровод Каламкас — Каражанбас — Актау — казахстанский нефтепровод, соединяющий бузачинские нефтегазовые месторождения Каламкас, Каражанбас, Северное Бузачи, Арман, Жалгистюбе с городом Актау. Далее стыкуется с нефтепроводом Актау — Жетыбай — Узень. Нефтепровод проходит по территории Мангыстауской области.

## Заказчик
«Южнефтепровод»

## Проектировщик
Разработка проекта и рабочих документов была сделана государственным институтом «Южгипротрубопровод» (сейчас называется «Институт транспорта нефти»). Главный инженер проекта — Лукашевич Э. Н.

## Владельцы
Владельцем нефтепровода является казахстанская транспортная компания КазТрансОйл.

## Технико-экономические показатели
- Объем прокачиваемой нефти — 7 млн тонн.
- Протяженность нефтепровода Каламкас — Каражанбас — Актау составляет 290 км.
- Количество НПС (ГНПС Каламкас, ГНПС Каражанбас, НПС Таучик) — 3.